# Docks de St Katharine

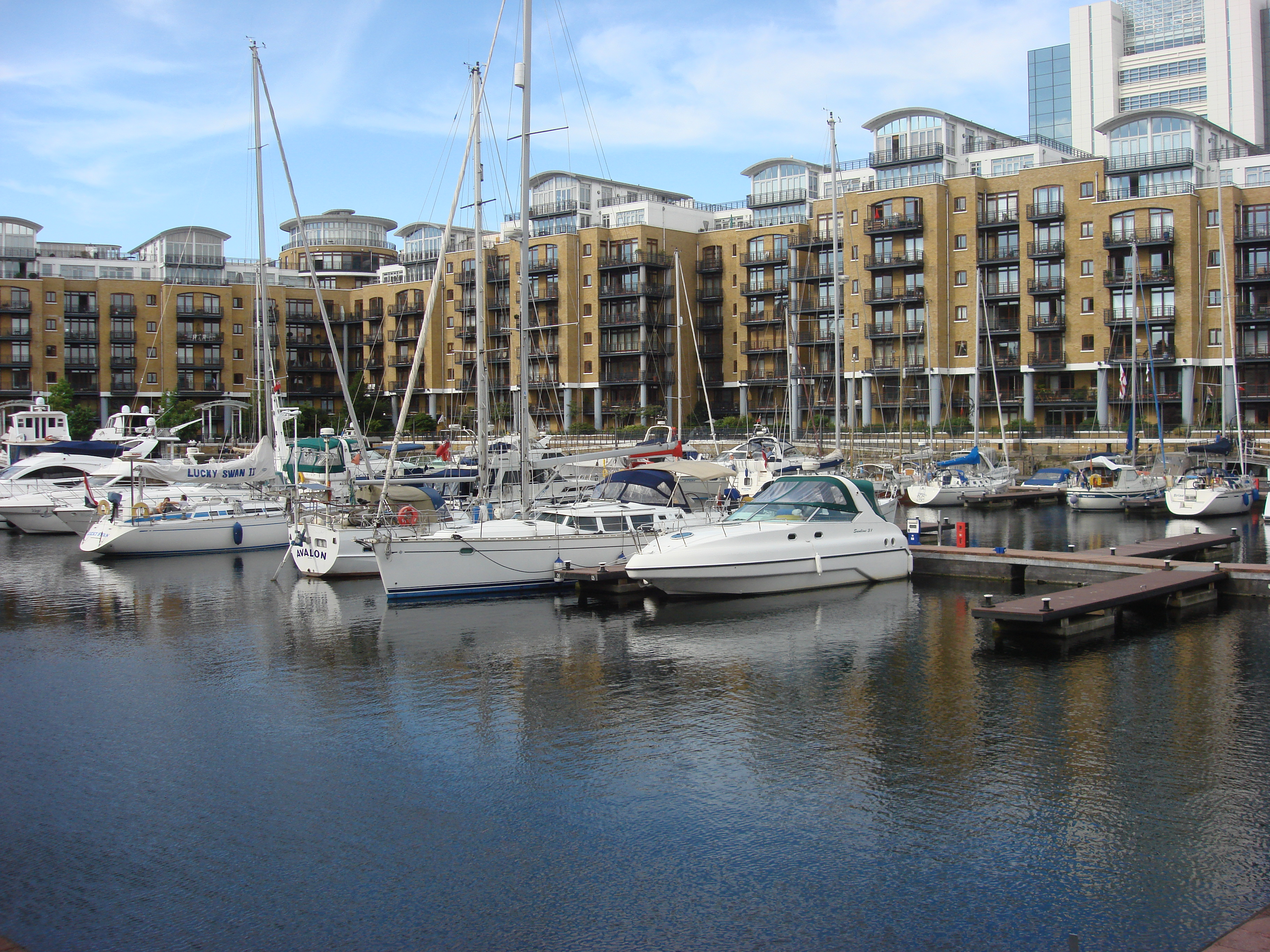
Docks de St Katharine.

Les docks de St Katharine (en anglais : St Katharine Docks), situés dans le borough londonien de Tower Hamlets, sont d'anciens docks qui desservent Londres. Ils donnent sur la rive nord de la Tamise, à l'est (en aval) de la tour de Londres et du Tower Bridge. Ils font partie du port de Londres et sont aujourd'hui réhabilités en logements et en locaux pour activités de loisirs, tandis que les bassins accueillent désormais des ports de plaisance.

## Galerie

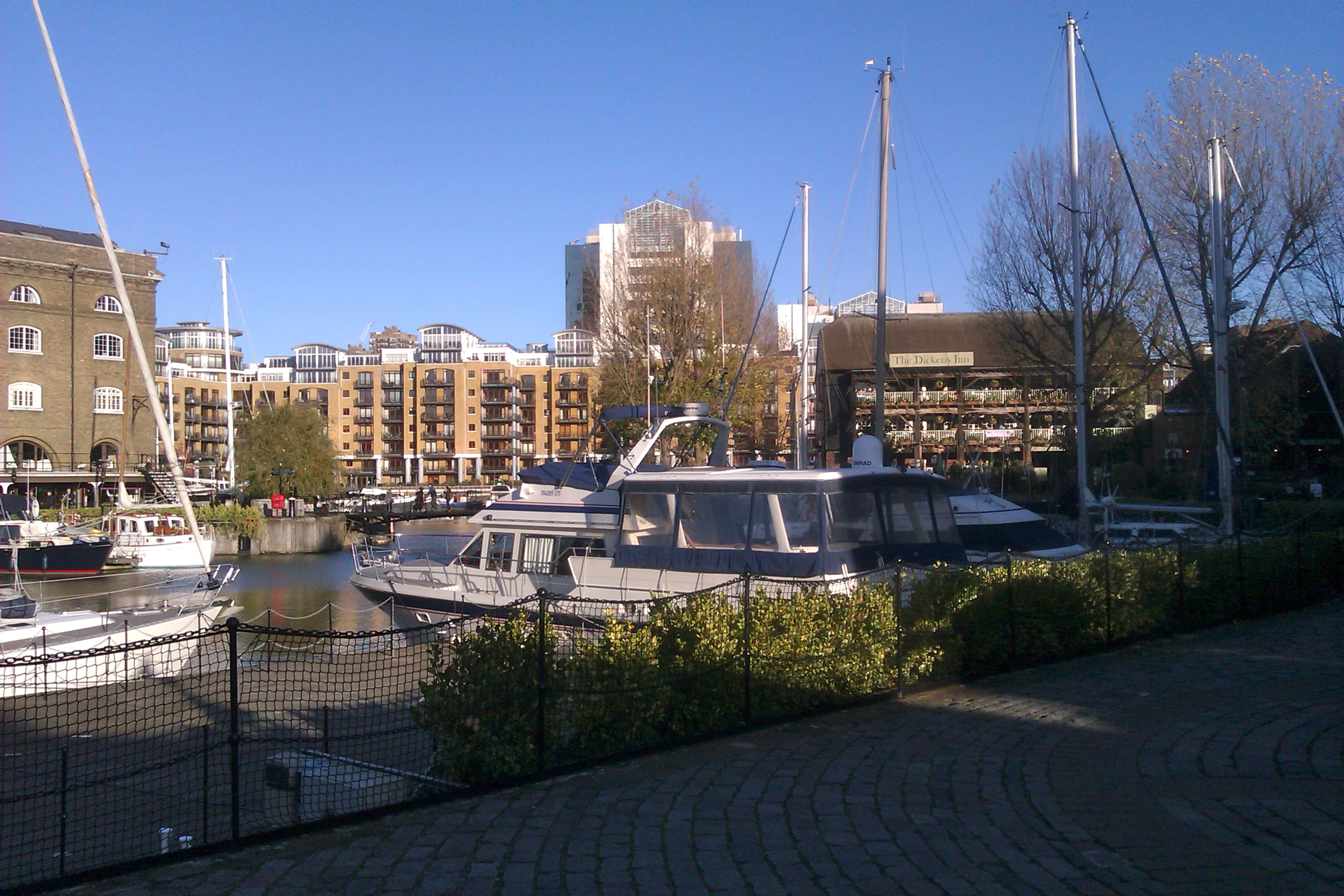
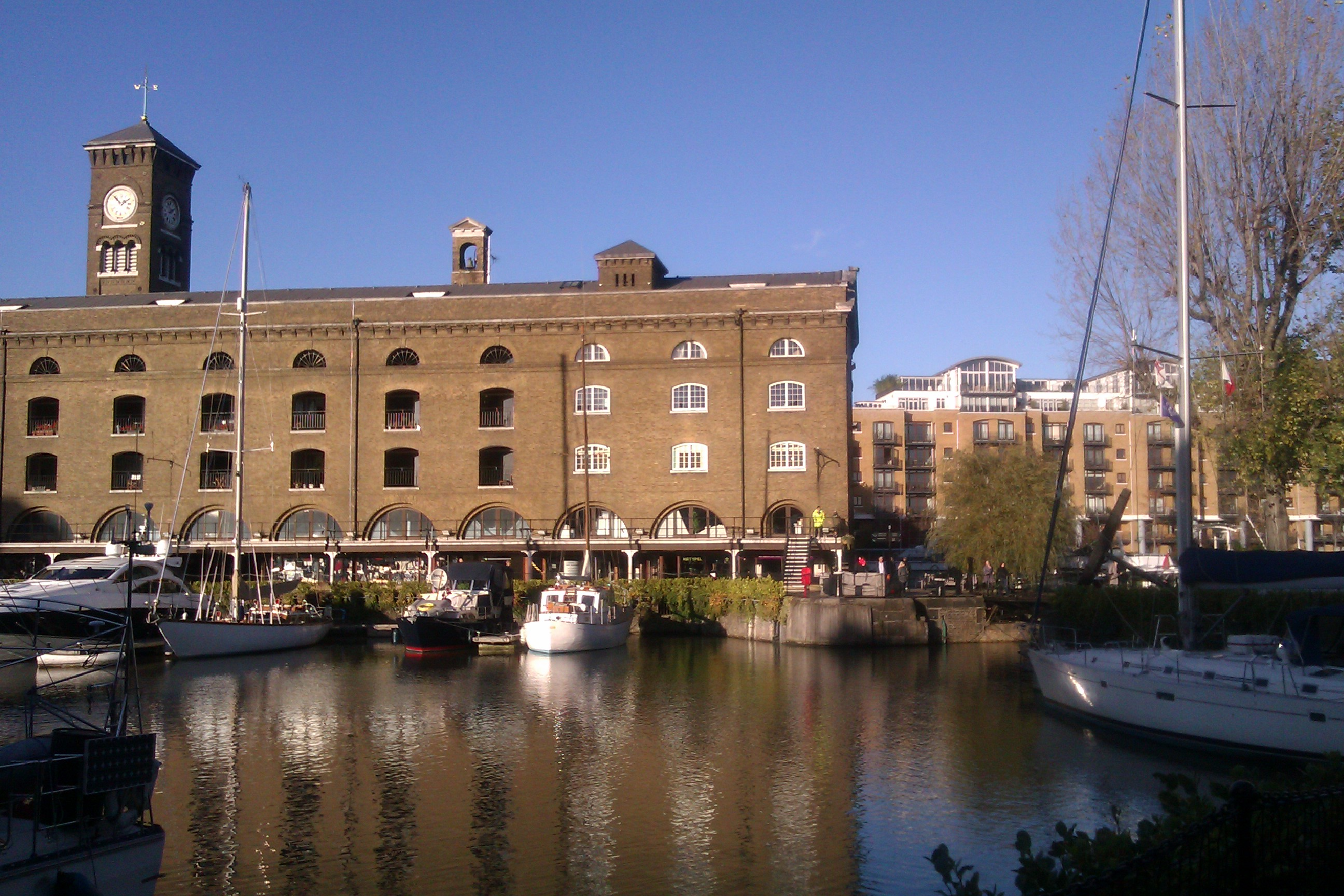